# Mousseaux-lès-Bray
Mousseaux-lès-Bray – miejscowość i gmina we Francji, w regionie Île-de-France, w departamencie Sekwana i Marna. Przez miejscowość przepływa Sekwana. 
Według danych na rok 1990 gminę zamieszkiwały 604 osoby, a gęstość zaludnienia wynosiła 70 osób/km² (wśród 1287 gmin regionu Île-de-France Mousseaux-lès-Bray plasuje się na 755. miejscu pod względem liczby ludności, natomiast pod względem powierzchni na miejscu 447.).